# Вирко, Сергей Васильевич
Сергей Васильевич Вирко (1926 год, деревня Ратайчицы, гмина Ратайчицы, Брестского повета, Полесского воеводства, Польша (ныне Каменецкого района Брестской области, Белоруссия) — 4 февраля 1945 года, Викбольд, Германия (ныне посёлок Отважное, Россия)) — участник Великой Отечественной войны, наводчик пулемёта 3-го стрелкового батальона 252-го гвардейского стрелкового полка, 83-й гвардейской стрелковой дивизии, 8-го гвардейского стрелкового корпуса, 11-й гвардейской армии 3-го Белорусского фронта, младший сержант. Закрыл своим телом амбразуру пулемёта.

## Биография
Родился в 1927 году в деревне Ратайчицы в Западной Белоруссии. С 1941 по 1944 год находился в районе, оккупированном Германией.
Призван в РККА Каменецким РВК 6 августа 1944 года, вскоре после освобождения Брестской области советскими войсками.
С 1944 года принимал участие в боях в ходе Великой Отечественной войны.
В начале февраля 1945 года являлся наводчиком пулемёта в 83-й гвардейской стрелковой дивизии, которая в ходе Восточно-Прусской операции в тяжёлых боях пыталась прорвать оборону противника южнее Кёнигсберга и выйти к морю. На пути стрелкового батальона находилось селение Викбольд, где противник оборонялся в старом замке. Огнём из пулемёта, расположенного перед входом в замок, контролировались все подходы к замку. Младший сержант Вирко взялся уничтожить пулемёт и пополз к нему, вооружившись гранатами, но по пути был обнаружен противником и обстрелян. Гранатами пулемётную точку не удалось уничтожить, и тогда Вирко, будучи уже раненым, навалился на ствол пулемёта, закрыв его собой.
Данных о захоронении не имеется.
Был награждён посмертно орденом Отечественной войны 1 степени.

## Память
В честь Сергея Вирко названы улицы в населённых пунктах:
- Каменец, Белоруссия[2]
- Ратайчицы, Белоруссия (малая родина).